# Elezioni parlamentari in Austria del 1971
Le elezioni parlamentari in Austria del 1971 si tennero il 10 ottobre per il rinnovo del Nationalrat. In seguito all'esito elettorale, Bruno Kreisky, esponente del Partito Socialista d'Austria, fu confermato Cancelliere.

## Risultati
| Liste                           | Voti      | %     | Seggi |
| ------------------------------- | --------- | ----- | ----- |
| Partito Socialista d'Austria    | 2 280 168 | 50,04 | 93    |
| Partito Popolare Austriaco      | 1 964 713 | 43,11 | 80    |
| Partito della Libertà Austriaco | 248 473   | 5,45  | 10    |
| Partito Comunista d'Austria     | 61 762    | 1,36  | –     |
| Sinistra d'Attacco              | 1 874     | 0,04  | –     |
| Totale                          | 4 556 990 | 100   | 183   |